# Rezervat divljači Središnji Kalahari
Rezervat divljači Središnji Kalahari velik je nacionalni park u pustinji Kalahari u Bocvani. Osnovan 1961., pokriva površinu od 52.800 km² (20.400 četvornih milja) (veći od Nizozemske i gotovo 10% ukupne površine Bocvane), što ga čini drugim najvećim rezervatom divljači na svijetu.

## Povijest
Bušmani, tj. narod San, naseljavaju zemlje tisućama godina otkako su lutali tim područjem kao nomadski lovci. Međutim, od sredine 1990-ih vlada Bocvane pokušava preseliti Bušmane iz rezervata, tvrdeći da su oni crpili financijska sredstva unatoč prihodima od turizma. Godine 1997. iz rezervata je premješteno tri četvrtine cjelokupnog stanovništva Sana, a u listopadu 2005. vlada je nastavila prisilno preseljenje u kampove za preseljenje izvan parka, a ostalo je samo oko 250 stalnih stanovnika. Godine 2006. sud u Bocvani proglasio je deložaciju nezakonitom i potvrdio pravo Bušmana na povratak životu u rezervatu. Međutim, od 2015. većini Bušmana onemogućen je pristup svojim tradicionalnim zemljama u rezervatu. Zabrana lova u cijeloj zemlji  Bušmanima je učinila nezakonito prakticiranje tradicionalnog lovačko-sakupljačkog načina života, unatoč tome što su privatnim rančevima za divljač dopustili da turistima pružaju mogućnosti lova.
U jugoistočnom dijelu rezervata otvoren je 2014. rudnik dijamanata pod nazivom Ghaghoo kojim upravlja Gem Diamonds. Tvrtka je procijenila da bi rudnik mogao donijeti 4,9 milijardi dolara vrijednih dijamanata. U Rapaport Diamond Reportu, vodiču o cijenama za industriju dijamanata, stoji: "Ghaghooovo lansiranje nije bilo bez kontroverzi [...] s obzirom na njegovu lokaciju na zemlji predaka Bušmena".
Ogroman požar u parku i oko njega sredinom rujna 2008. zahvatio je oko 80 posto rezervata. Podrijetlo požara ostaje nepoznato.

## Divlji svijet
Ovaj park sadrži divlje životinje kao što su žirafe, slonovi, bijeli nosorog, afrički bivol, pjegava hijena, smeđa hijena, medojedni jazavac, merkat, žuti mungos, bradavičasta svinja, gepard, karakal, afriči divlji pas, crnoleđi čagalj, dugouha lisica, kama, leopard, lav, gnu, zebra, eland, sable antilopa, oryx gazella, springbok, steenbok, impala, veliki kudu, afrički mravojed, kapski zec. Zemljište je uglavnom ravno, blago valovito prekriveno grmljem i travama koje prekrivaju pješčane dine, te površine većeg drveća. Mnoge riječne doline su fosilizirane solanama. Četiri fosilizirane rijeke vijugaju kroz rezervat uključujući dolinu Deception koja se počela formirati prije oko 16.000 godina.

## Galerija
- Ženska Myrmecocichla formicivora
- Bušmanska djeca s ocem

## Vanjske poveznice
- Bocvanski turizam